# Eclipsi solar del 10 de juny de 2021
El 10 de juny de 2021 es va produir un eclipsi solar anul·lar visible principalment en el pol Nord. Un eclipsi solar té lloc quan la Lluna passa entre la Terra i el Sol, enfosquint així totalment o parcialment la imatge del Sol per a un espectador a la Terra. Un eclipsi solar anular té lloc quan el Diàmetre angular de la Lluna és més petit que el Sol, ocultant-ne la major part i causant que el Sol sembli un anell.
L'eclipsi va ser vist de forma anul·lar des de parts del nord-est del Canadà, Groenlàndia, a l'Oceà Àrtic (passant sobre el Pol Nord) i en l'Extrem Orient rus, mentre que l'eclipsi va ser de forma parcial en una regió que incloïa el nord-est d'Amèrica del Nord, la major part d'Europa i el nord d'Àsia.

## Recorregut

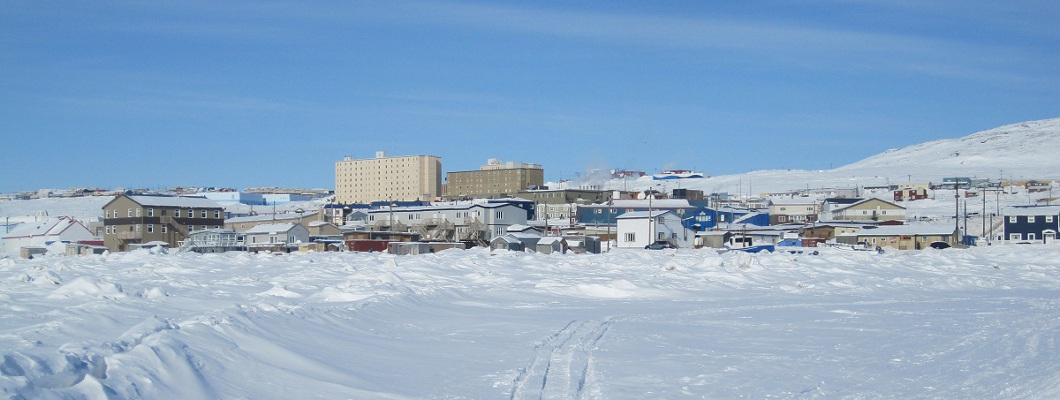
Iqaluit, un dels llocs on es va veure l'eclipsi en forma anular.

Animació del recorregut de l'eclipsi solar del 10 de juny de 2021.

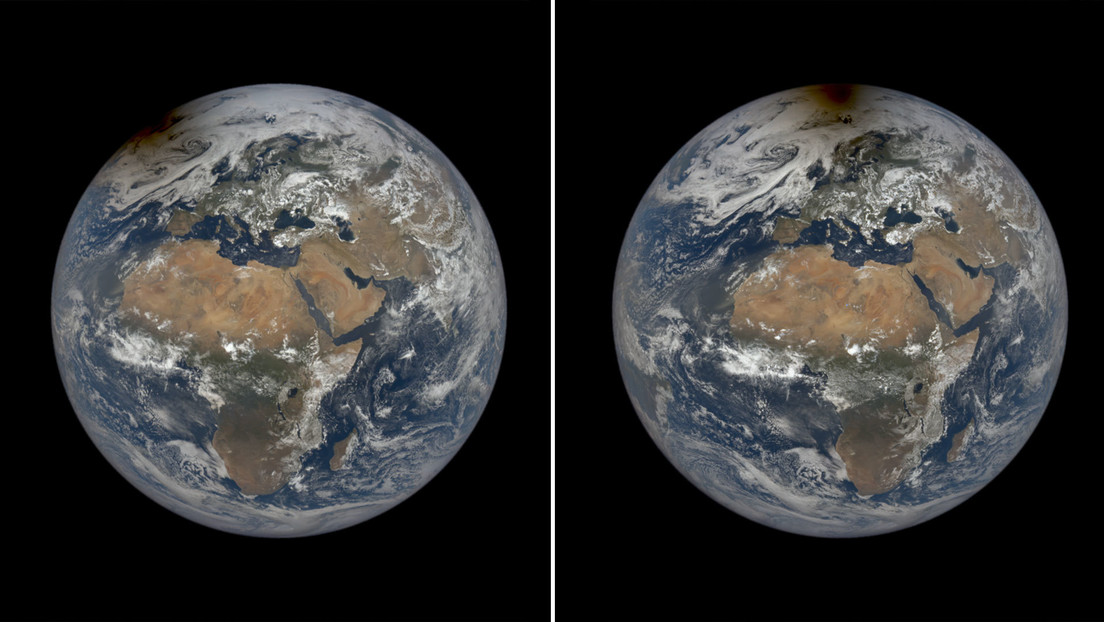
Imatge per satèl·lit de la NASA mostrant l'efecte "en flames" que va produir l'eclipsi del 10 de juny de 2021 en vorejar el Pol Nord, l'únic eclipsi amb tal efecte del.

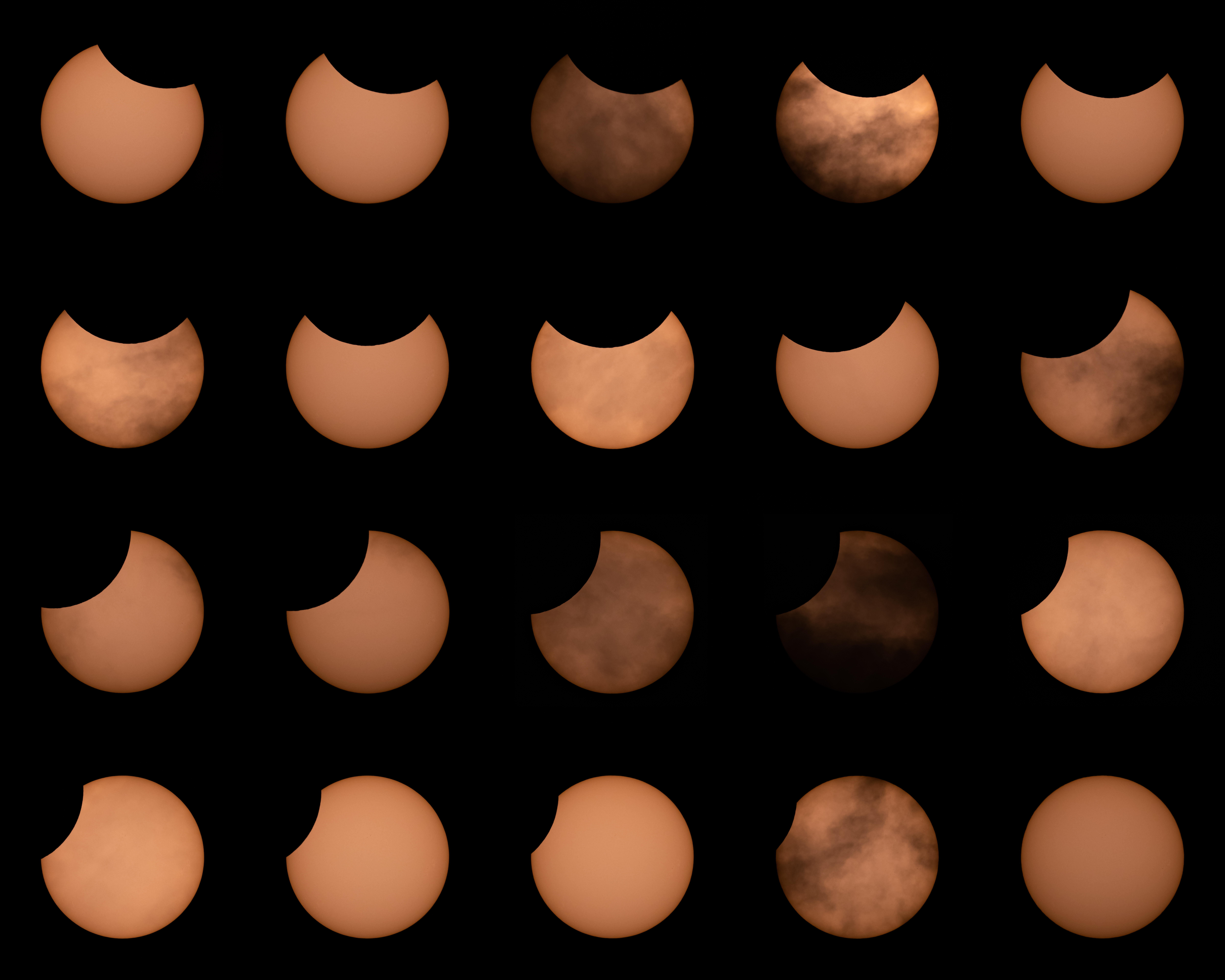
Fases de l'eclipsi a Estocolm, Suècia.

L'eclipsi anul·lar va començar a les 09.55 UT1 durant 3 minuts 37 segons al llarg de la costa nord del llac Superior a Ontario, Canadà. El camí de l'ombra a la penombra va creuar la Badia de Hudson a través del nord-oest de Quebec i l'estret de Hudson fins a l'Illa de Baffin a Nunavut, on la ciutat d'Iqaluit va veure 3 minuts i 5 segons d'anul·laritat. Després d'això, va viatjar a través de la badia de Baffin i al llarg de la costa nord-oest de Groenlàndia, on l'eclipsi més gran va tenir lloc a les 10.41:56 UT1 en l'Estret de Nares durant 3 minuts 51 segons. L'ombra després va creuar l'illa d'Ellesmere i l'Oceà Àrtic, passant sobre el pol Nord (que estava situat lluny de la línia central de l'eclipsi, però va veure 2 minuts i 36 segons d'anul·laritat.), abans de dirigir-se al sud cap al nord-est de Sibèria i a la República de Sakhà, on la línia central de l'eclipsi anul·lar va acabar a les 11.29 UT1. La ciutat més gran del Llunyà Orient rus en el camí anul·lar, Srednekolimsk, va veure 3 minuts i 35 segons de anul·laritat, amb el màxim a les 11.27:05 UT1.

## Llocs de visibilitat
A continuació, es mostren les localitats i llocs on es va veure amb visibilitat l'eclipsi.
| País o Dependència | Lloc                | Durada de l'eclipsi | UTC   |
| ------------------ | ------------------- | ------------------- | ----- |
| Canadà             | Iqaluit             | 3m 5                | 09.53 |
| Canadà             | Longlac, Greenstone | 3m 14               | 10.08 |
| Groenlàndia        | Qaanaaq             | 3m 41               | 10.35 |
| Groenlàndia        | Estret de Smith     | 2m 57               | 10.37 |
| Rússia             | Srednekolimsk       | 3m 35               | 11.26 |
| Rússia             | Chokurdaj           | 3m 37               | 11.27 |
| Rússia             | Zyryanka            | 3m 14               | 11.30 |

## Galeria

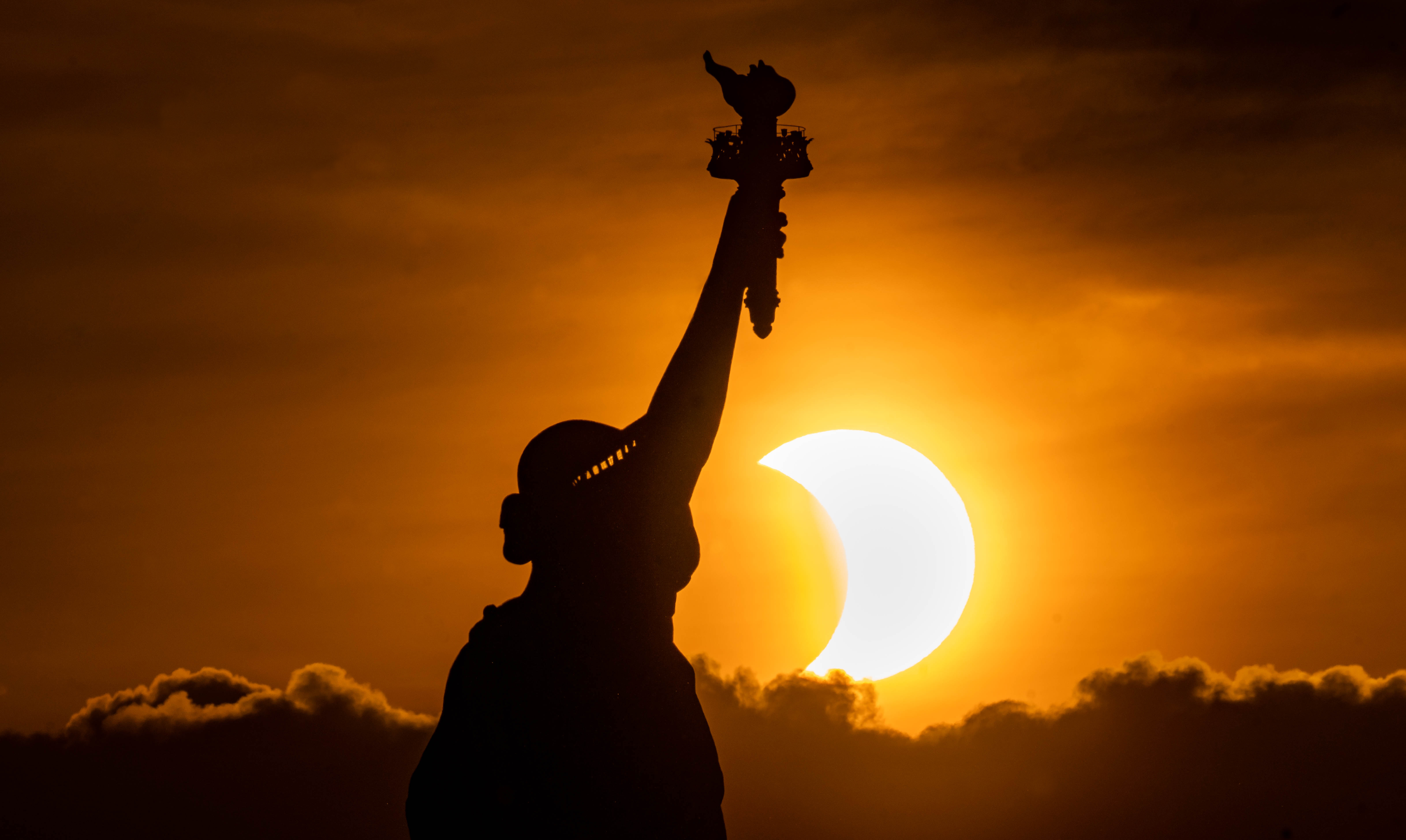
L'Estàtua de la llibertat a la ciutat de Nova York durant l'eclipsi.
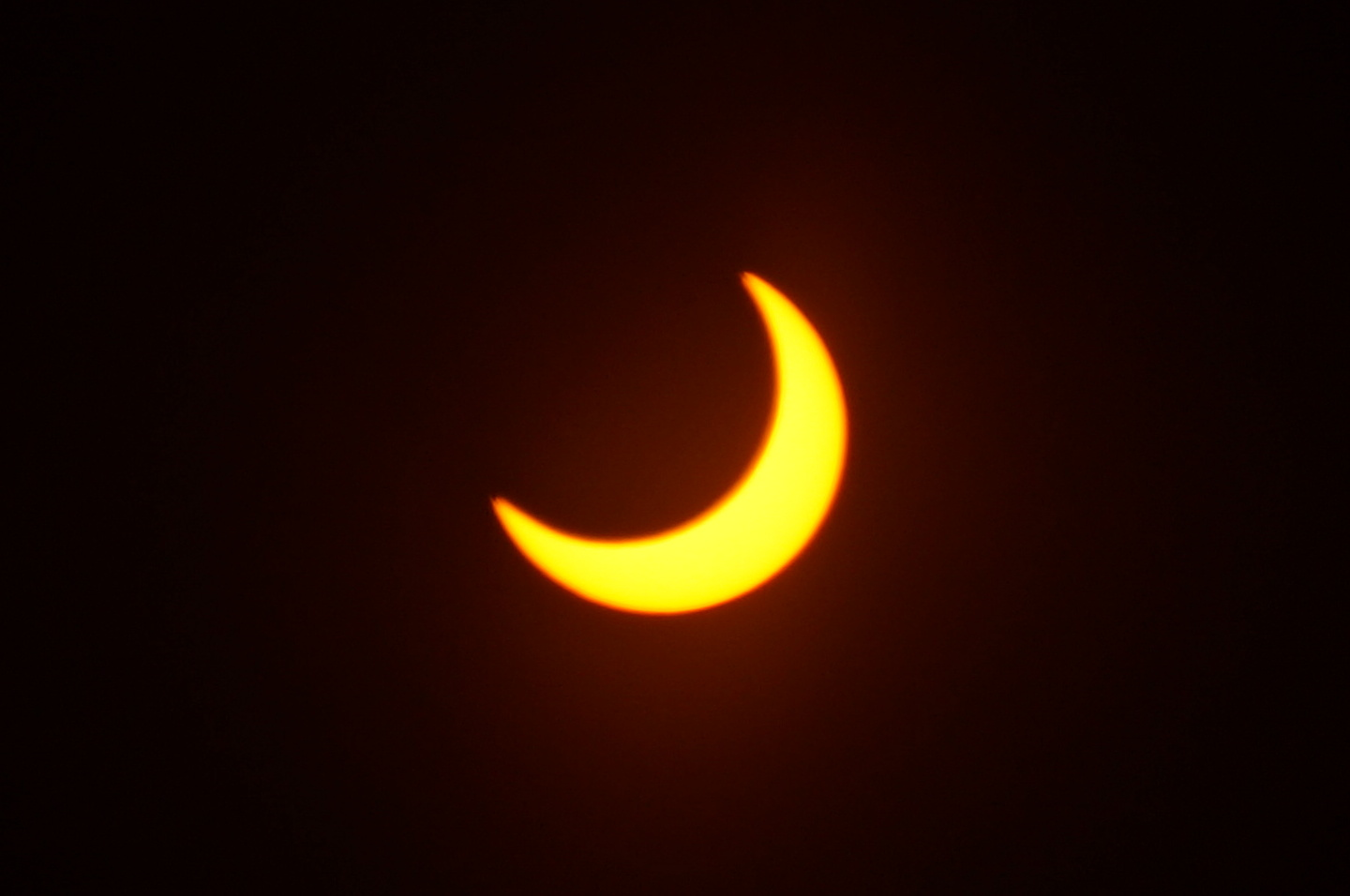
Halifax, Canadà (9.34 UTC)
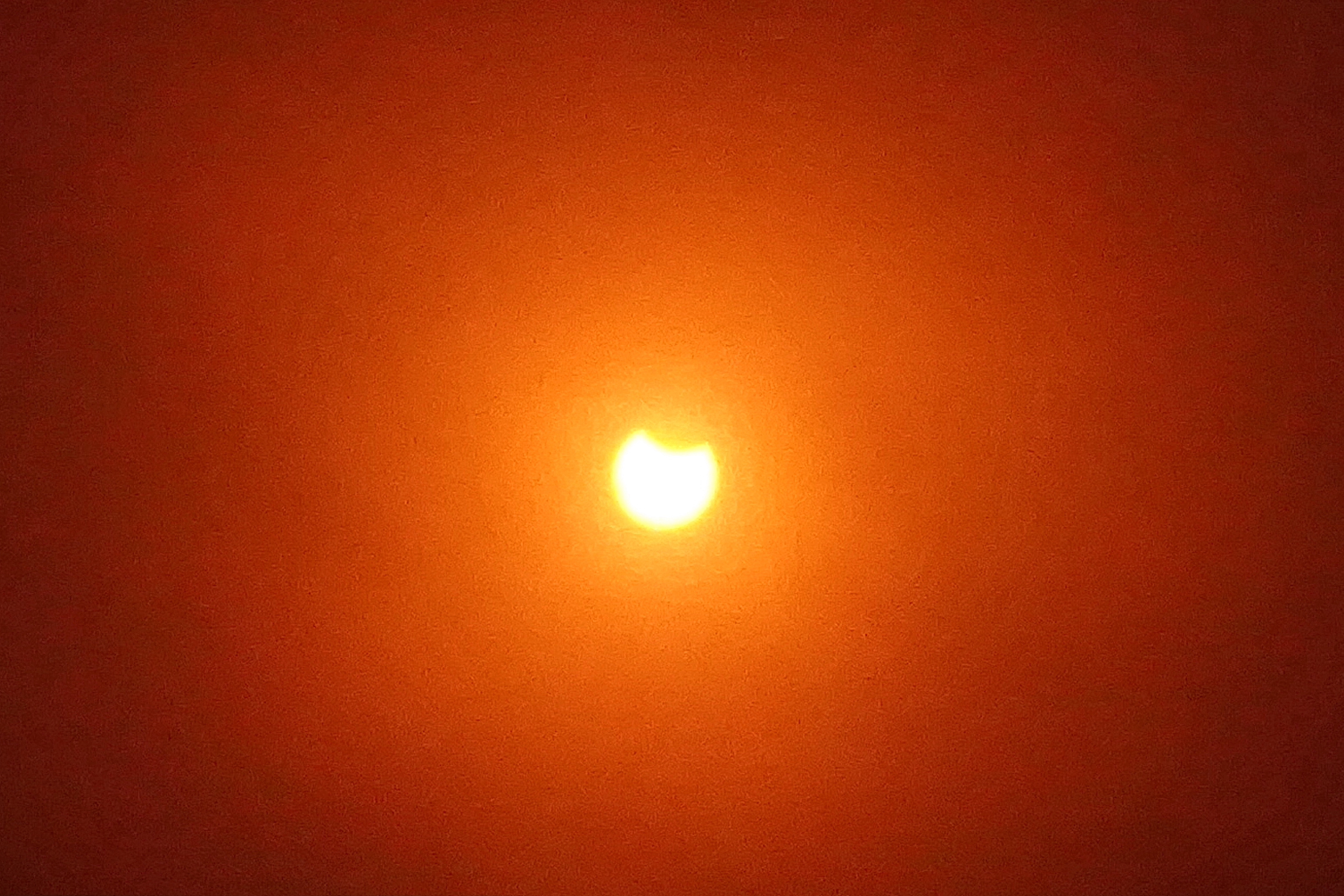
Exeter, Anglaterra (9.40 UTC)
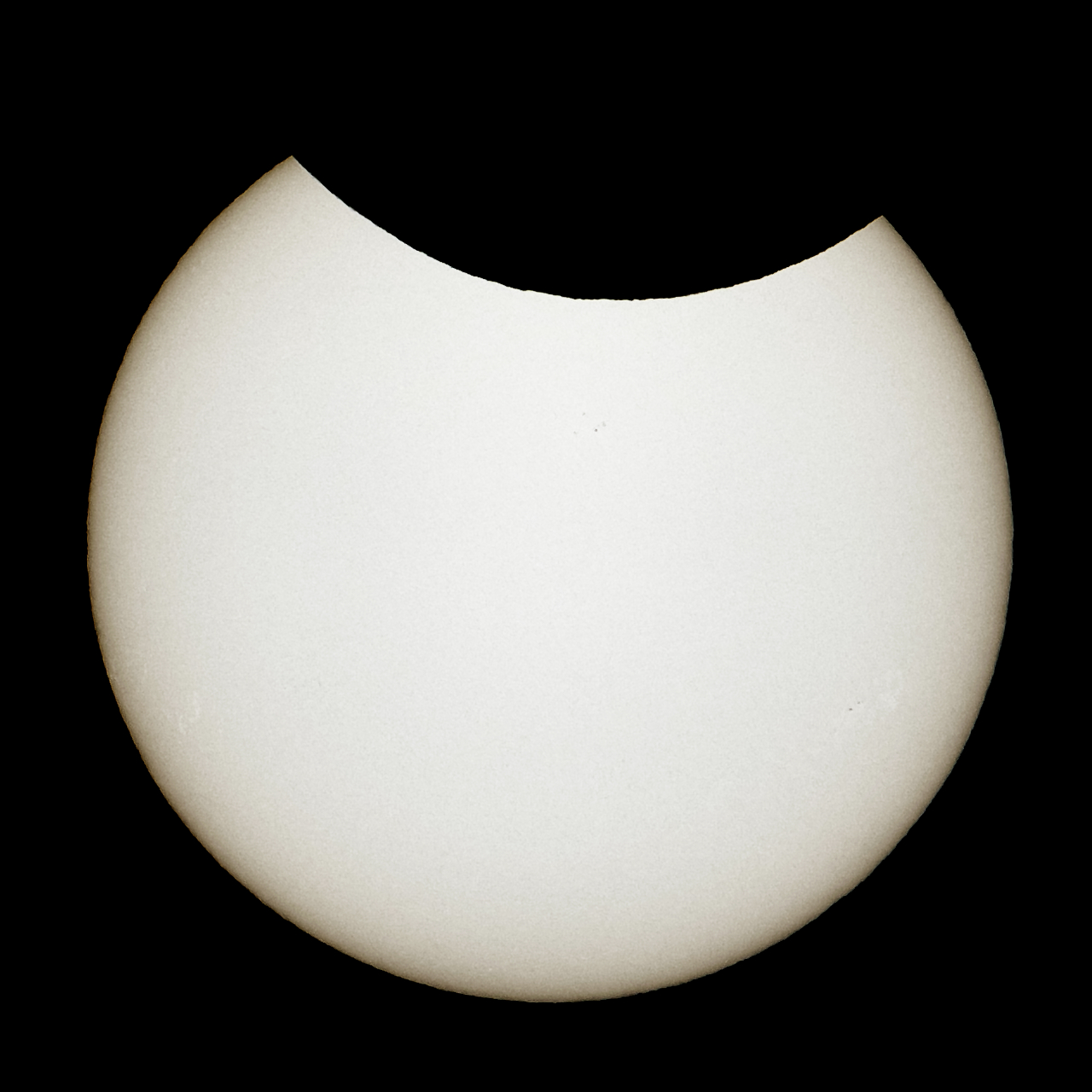
Berlín, Alemanya (10.38 UTC)
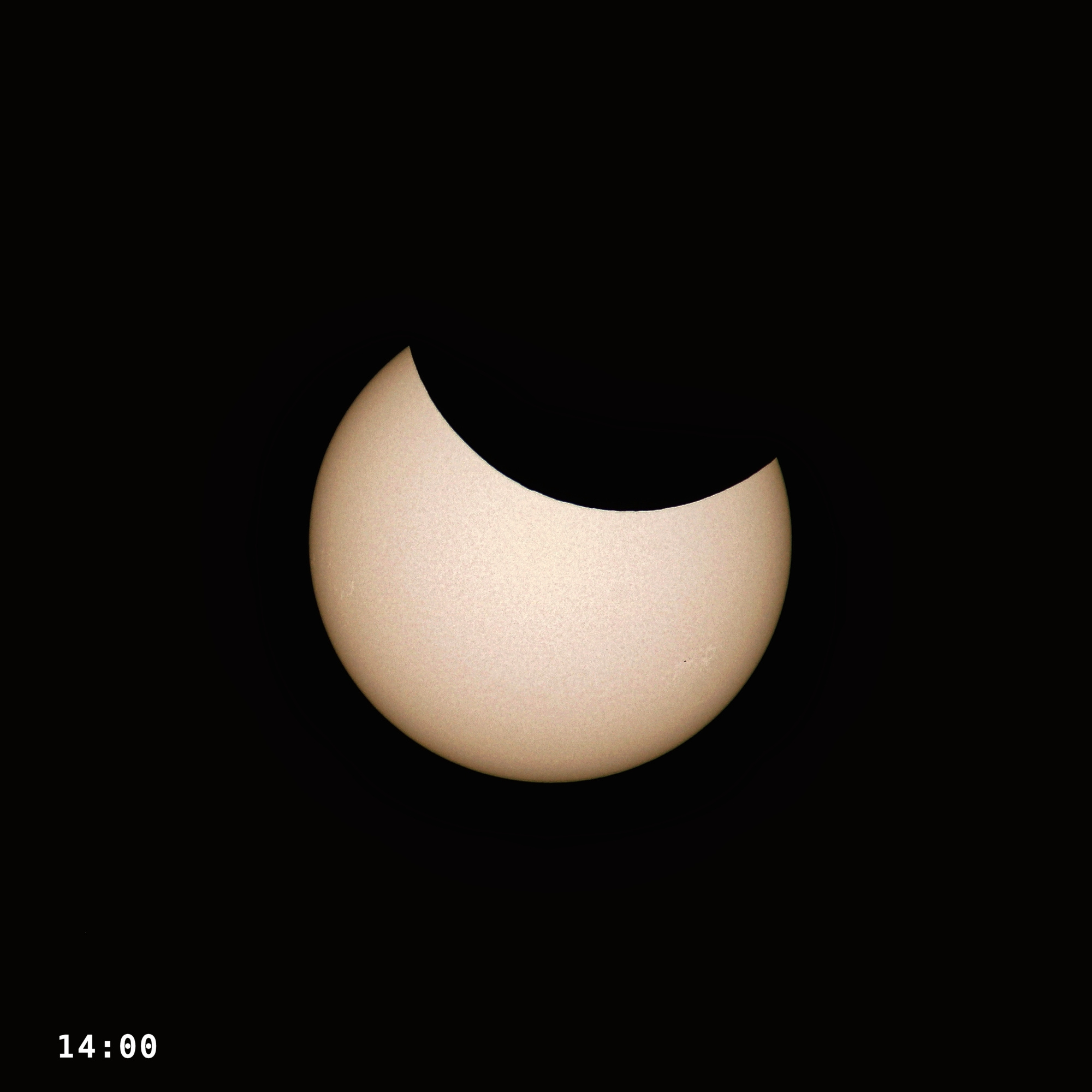
Huittinen, Finlàndia (11.00 UTC)
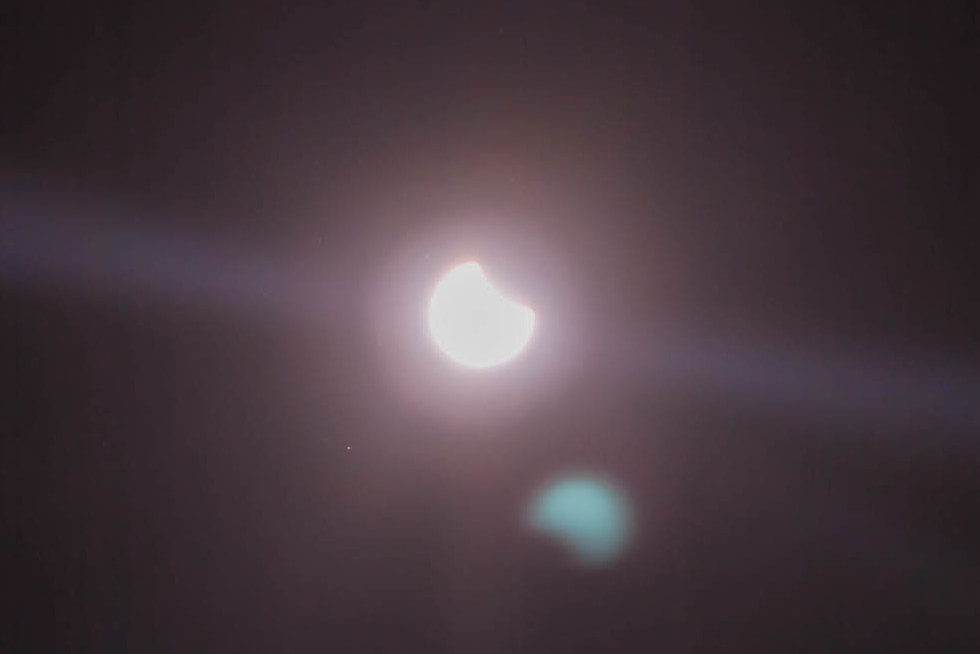
Sant Petersburg, Rússia (11.09 UTC)
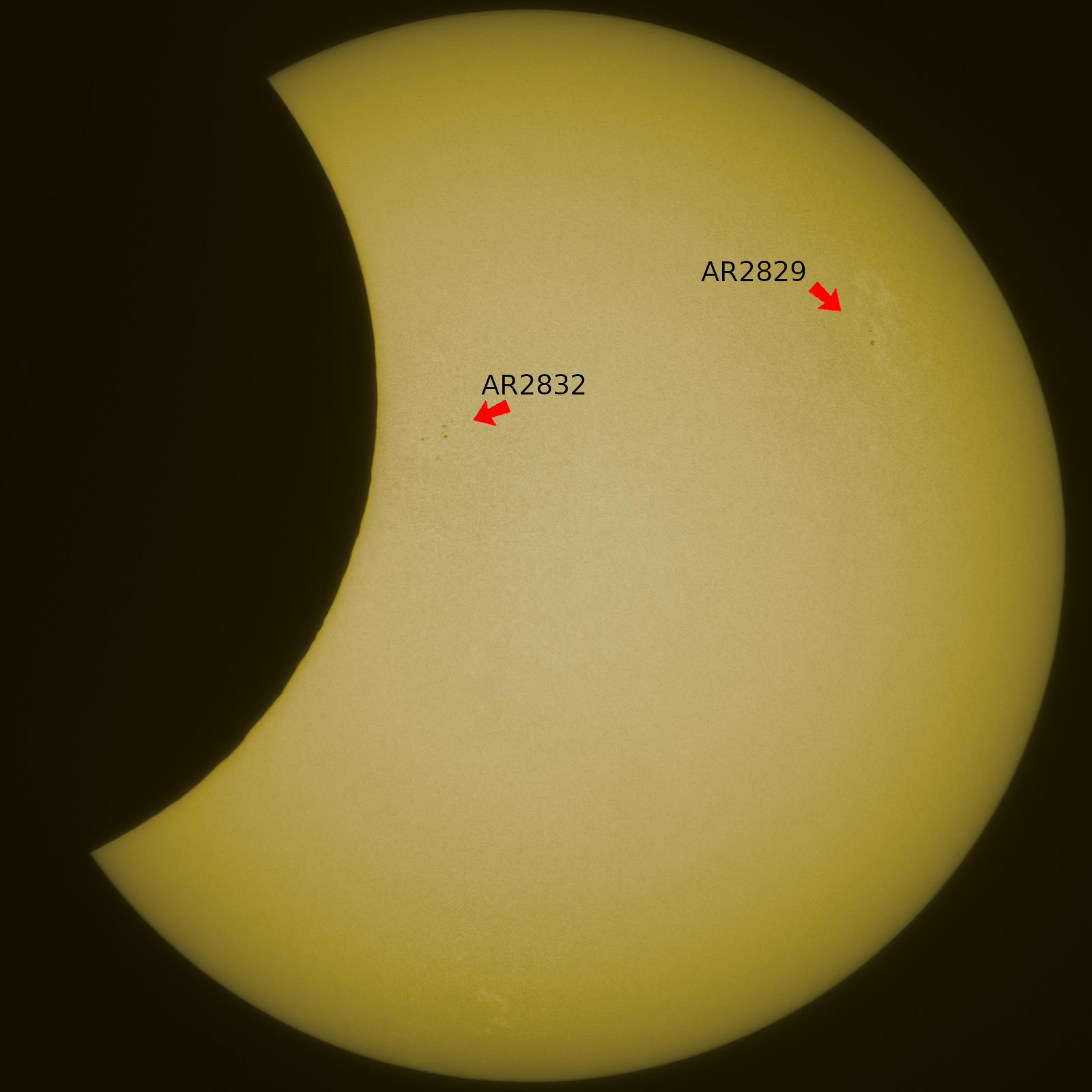
Dublín, Irlanda
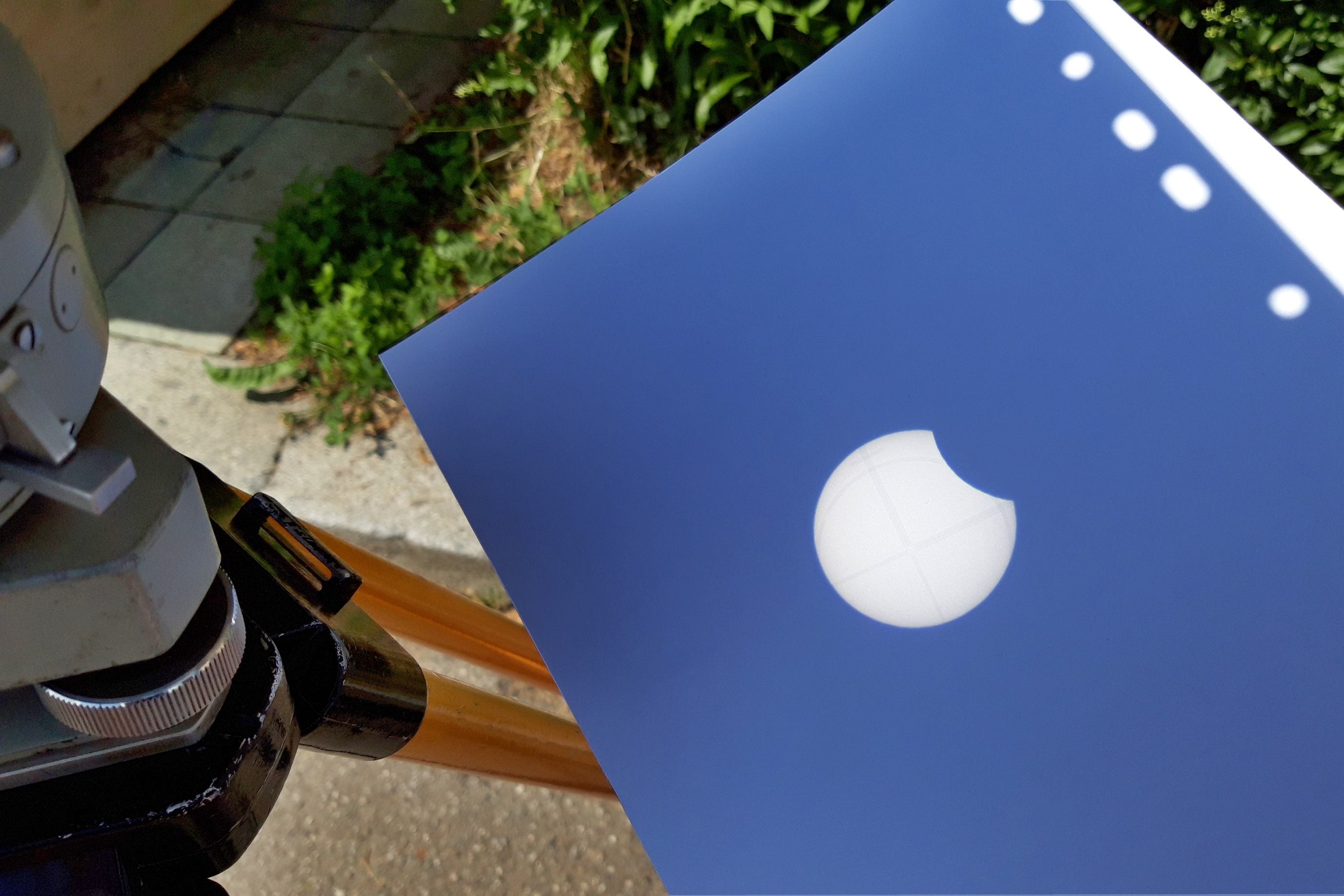
Projecció del disc solar a través d'un telescopi teodolit Zeiss Theo 020. Praga, República Txeca (10.24 UTC)
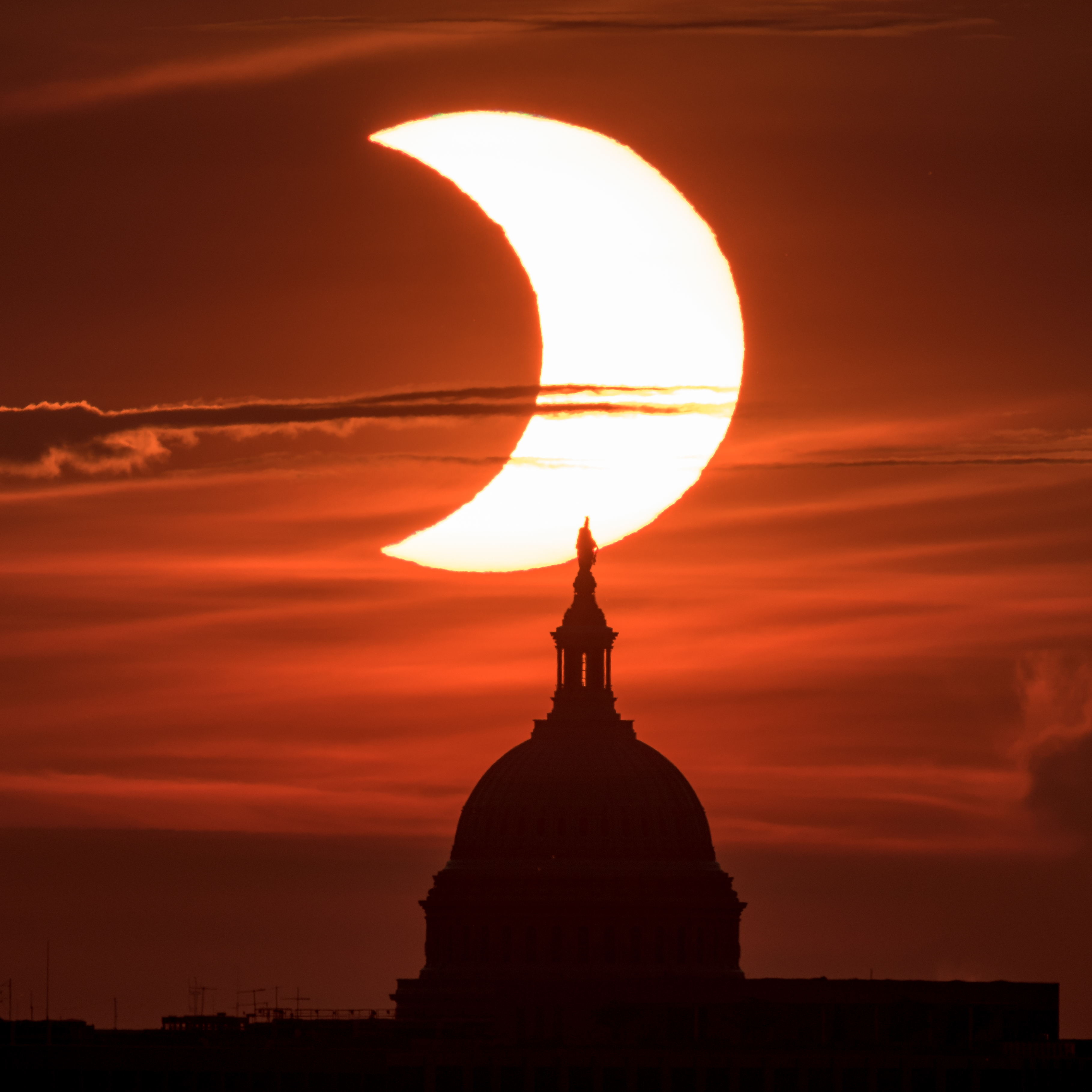
Washington D. C., EUA (9.55 UTC) Foto de la NASA.